# Bell Nexus
Die Bell Nexus ist das Projekt eines senkrechtstartenden Kipprotor-Wandelflugzeugs des US-amerikanischen Herstellers Bell, das zur Verwendung als autonomes Flugtaxi vorgesehen ist. Das Projekt wurde am 7. Januar 2019 in Form eines vollmaßstäblichen Mock-Ups auf der Consumer Electronics Show (CES) in Las Vegas der Öffentlichkeit vorgestellt.

## Geschichte
Die Nexus wird unter der Leitung von Bell durch ein Konsortium aus den Unternehmen EPS, Garmin, Moog, Safran und Thales entwickelt. Bell hat die Gesamtleitung für Konzeptionierung, Entwicklung und Produktion. Von Safran stammt der Antrieb und die Systeme zur Leistungsübertragung, während EPS die Energiespeichersysteme beisteuert. Thales entwickelt die Hard- und Software für die Flugsteuerungscomputer. Moog ist zuständig für die Aktuatoren der Steuereinrichtungen und Garmin wird die Avionik und die Computer zur Fahrzeugsteuerung integrieren.
Neben der Vorstellung in Las Vegas wurde von der Nexus 2019 auch bei der Heli-Expo in Atlanta, Georgia ein Modell in Originalgröße gezeigt.
2022 übernahm Textron die Entwicklung, änderte das Konzept grundlegend von Manteltriebwerken zu offenen Rotoren, teilweise in Kipprotor-Bauweise, und rückte den Erstflug auf 2030.

## Konstruktion
Die Nexus verfügt über sechs kippbare, von einem Hybrid-Elektrischen-System (HEPS) angetriebene Mantelpropeller. Die Ummantelung trägt zur Sicherheit und Geräuschreduktion bei. Das von Safran gelieferte HEPS soll eine Leistung von über 600 kWe für die sechs Elektromotoren zur Verfügung stellen können. Das HEPS besteht aus einem Subsystem, das mit Hilfe einer Gasturbine, die einen Generator antreibt, elektrische Energie erzeugt und in Batterien speichert. Ein „Verteilungskern“ sorgt dafür, dass die elektrische Leistung abhängig vom Flugzustand auf die Rotoren verteilt wird. Es wird erwogen, den Nexus komplett autonom zu steuern und auf den Piloten zu verzichten. Damit würde die Nutzlast um 25 Prozent erhöht und die Wirtschaftlichkeit verbessert.

### Technische Daten
Die technischen Daten sind aus der Entwicklungsphase April 2017.
| Kenngröße             | Daten                                                               |
| --------------------- | ------------------------------------------------------------------- |
| Besatzung             | autonom fliegend, optional 1 Pilot                                  |
| Passagiere            | 4                                                                   |
| max. Startmasse       | 2720 kg                                                             |
| Spannweite            | 2,40 m                                                              |
| Nutzlast              | 450 kg                                                              |
| Reisegeschwindigkeit  | 280 km/h                                                            |
| Höchstgeschwindigkeit | 288 km/h                                                            |
| Reichweite            | 241 km                                                              |
| Rotoren               | 6 Mantelpropeller, je 3 achssymmetrisch, Durchmesser jeweils 2,44 m |
| Triebwerke            | 1 × Wellenturbine als Generatorantrieb 6 × Elektromotoren           |

## Nutzung
Mitte der 2020er Jahre sollte die Nexus bei Uber als Lufttaxi verfügbar sein. Nicht das Fluggerät, sondern der Flug wird verkauft. Seit 2017 ist Bell einer der ersten Flugerätehersteller, die mit Uber zusammenarbeiten. Nach der Übernahme der Entwicklung durch Textron wurde die Verfügbarkeit auf 2030 verschoben.